# Carollo
Antônio Ângelo Carollo (São Paulo, 2 de agosto de 1923 — São Paulo, 18 de fevereiro de 2012) foi um pugilista e técnico de pugilismo brasileiro.
Carollo foi o técnico da seleção de boxe em cinco Olimpíadas: 1968, 1972, 1976, 1980 e 1992.

## Trajetória esportiva
Antônio iniciou a carreira no pugilismo aos 17 anos, tendo sido campeão paulista dos novos. Contudo, sua carreira como atleta foi curta, durando somente dois anos. Ganhou destaque no esporte ao se tornar um técnico, iniciando no Clube Aramaçã, em Santo André.
Foi o responsável técnico da equipe mais famosa de pugilismo brasileiro, a Equipe Pirelli.
Além de técnico da seleção em cinco Olimpíadas, treinou Rubens Alves de Oliveira, Pedro Dias, Rubens Vasconcelos, Edson Jorge, Servílio de Oliveira, Miguel de Oliveira, Chiquinho de Jesus, Acelino Popó Freitas  e Valdemir Pereira.